# Youri Fiodorovitch Orlov
Pour les articles homonymes, voir Orlov.
Ne pas confondre avec Yuri Alexandrovich Orlov (en), zoologiste soviétique.
Ne pas confondre avec Yuri Orlov, personnage principal fictif de Lord of War.
Youri Fiodorovitch Orlov (en russe : Юрий Фёдорович Орлов), né le 13 août 1924 à Moscou (URSS) et mort le 27 septembre 2020 à Ithaca (État de New York, États-Unis), est un physicien nucléaire russo-américain, dissident soviétique et militant des droits de l'homme, qui fut professeur de physique à l'université Cornell.

## Biographie
Youri Orlov est chargé du groupe chargé de veiller aux accords d'Helsinki et fondateur d’Amnesty International en URSS
En 1977, il est arrêté et en 1978, il est condamné sous le gouvernement de Léonid Brejnev à sept ans dans un camp d'emprisonnement et cinq ans d'exil intérieur. Il est libéré en septembre 1986 pendant le mandat de Mikhaïl Gorbatchev dans le cadre d'un accord sovieto-américain et est destitué de sa nationalité.
A partir de 1987, il travaille à l'université Cornell en tant que scientifique sur la conception d'accélérateurs de particules, l'analyse des interactions entre faisceaux et la mécanique quantique et collabore avec le CERN.
En 1990, Mikhaïl Gorbatchev lui restitue sa citoyenneté soviétique et il obtient la citoyenneté américaine en 1993.

## Prix et distinctions
- 1986 : prix Carter-Menil pour les droits de l'homme
- 1989 : prix des droits de l'homme de l'Assemblée parlementaire du Conseil de l'Europe[4]
- 1990 : Docteur honoris causa de l'université d'Uppsala[5]
- 2006 : prix Sakharov